# Ledsham (Cheshire)
Pour les articles homonymes, voir Ledsham.
Ledsham est une paroisse civile et un village du Cheshire, en Angleterre.